# سقاية الملا حمادي
سقاية الملا حمادي
انشأت هذه السقاية للنفع العام ابان عهد الدولة العثمانية، وقد أنشأها شاكر الملا حمادي سنة 1907م، في المسجد الذي جدد عمارته قرب جامع السيد سلطان علي، في شرقي بغداد، واشار اليها عباس بن رجب البغدادي سنة 1917م.